# Пушкинская галерея
Пушкинская галерея — галерея из железа и стекла в Железноводске, Ставропольский край, Россия, построенная в 1901 году и названная в честь русского поэта А. С. Пушкина. Расположена в Курортном парке Железноводска по адресу Курортный парк, д. 1. Вмещает выставочный, камерный и концертный залы. Является объектом культурного наследия России федерального значения.

## История
В 1900 году архитектор Кавказских минеральных вод И. И. Байков осмотрел павильоны Всероссийской выставки, проходившей в Нижнем Новгороде в 1896 году, и по итогу посещения составил задание на проектирование Пушкинской галереи и парной Лермонтовской галереи в Пятигорске.
Строительством обеих галерей руководила фирма «Вл. Гостынский и Ко» из Варшавы, заказавшая проекты галерей у варшавского архитектора Стефана Шиллера и изготовившая основную часть деталей. Металлические остовы галерей были изготовлены Петербургским металлическим заводом.
Оформление зрительного зала и сцены обеих галерей разработал донской художник И. И. Крылов. Фигуры в нишах Пушкинской галереи были выполнены скульптором Л. К. Шодким.
В 1901 году части галереи были доставлены в Железноводск. Подрядчиком при монтаже выступало местное отделение строительной фирмы «Орион» из Владикавказа. При постройке часть горы Железной разрушили при помощи взрывчатки.
20 мая 1902 года состоялось открытие галереи. Первоначальное название — Железная галерея — в 1903 году было заменено на Пушкинскую. До 1916 года в галерее находился бювет источника № 1. Спустя более чем 30 лет после открытия в Пушкинской галерее была установлена скульптура Пушкина авторства С. Д. Меркурова.
В 1995 году в соответствии с указом президента России № 176 здание галереи стало объектом культурного наследия России федерального значения как памятник градостроительства и архитектуры. В 2002—2003 годах галерея была отремонтирована. С 2019 года здание находится в муниципальной собственности.
Галерея стала центром курортной жизни Железноводска. В галерее выступали П. И. Амираго, М. В. Дальский, В. Ф. Комиссаржевская, М. Г. Савина, А. Дункан, О. Л. Лундстрем, Л. Г. Горелик, Л. О. Утёсов, М. В. Кристалинская, И. Д. Кобзон, М. А. Эсамбаев и другие. В галерее проходили кинофестиваль «Герой и время» и джазовый фестиваль «Триумф Джаза. Ставрополь».

## Описание
Расположена на обширной площадке у подножья горы Железной по адресу Курортный парк, д. 1. Выполнена из металла и стекла в стиле модерн с элементами эклектики.
Имеет прямоугольную форму длиной 85 м и шириной 10 м. Высота шпиля — 22 м. Вмещает три зала — выставочный, камерный и концертный. В выставочном проходят общие выставки, в камерном — персональные выставки и творческие встречи. Вместимость концертного зала — 350 мест.